# 419 aC
El 419 aC va ser un any del calendari romà prejulià. Era l'any 335 ab urbe condita o de la fundació de Roma. L'ús del nom «419 aC» per referir-se a aquest any es remunta a l'alta edat mitjana, quan el sistema Anno Domini va ser el mètode de numeració dels anys més comú a Europa.

## Esdeveniments
- Alcibíades i Nícies són elegits estrategs a Atenes. Alcibíades fa diverses incursions al Peloponnès.[2]
- A Roma són elegits tribuns amb potestat consular: Agripa Meneni Lanat, Publi Lucreci Tricipití, Espuri Nauci Rútil i Gai Servili Estructe Ahala.[3]